# 维兹瓦里·哲尔吉
维兹瓦里·哲尔吉（匈牙利語：Vizvári György，1928年12月18日—2004年7月30日），匈牙利男子水球运动员。他曾代表匈牙利国家队参加1952年夏季奥林匹克运动会水球比赛，获得一枚金牌。